# 泰內雷之樹
泰內雷之樹（法語：L'Arbre du Ténéré、或譯「特内雷之樹」）是一株曾经生长在尼日泰內雷沙漠的北非金合欢（學名：Vachellia tortilis subsp. raddiana），因距離此樹最近的其它樹木遠達400公里以上；而被視為是世界上最被孤立隔絕的樹木。泰內雷之樹在1973年裡遭一輛卡車撞倒，在活著之前常被此一帶活動的駱駝商隊作為地標。

## 背景
泰內雷之樹生長位置在阿加德茲與比爾馬之間的地點，年齡方面估算有300年左右；且被認為是此一帶沙漠化後最後留下的樹木。而1938跨至1939年期間的冬季曾有在泰內雷之樹一旁挖掘水井的工程，當時發現泰內雷之樹的樹根有延伸接觸到地底下33到36公尺之地下水層。
一名在撒哈拉沙漠將領麥克·勒索爾德（Michel Lesourd）於1939年5月21日看見泰內雷之樹後，認為這棵樹能夠活存至今而不被行經沙漠的商隊將樹枝砍下來生火、或是不被商隊讓駱駝去吃它的葉子，是因為商隊已將它視為一種象徵；且將它作為行經沙漠時可指引方向的燈塔。
法國民族學及探險家亨利·洛特在他的《泰内雷沙漠的史詩》（L'épopée du Ténéré）一書中，提及自己曾兩次看過泰内雷之樹。首次是在1934年他使用車具橫越賈奈特和阿加德茲時候，當時他認為泰内雷之樹外觀上看起來雖有些病變之處；但仍有生長著綠葉與黃花。第二次則是在1959年11月26日當天，那時亨利發現泰内雷之樹已有被車輛擦撞過的痕跡；且外觀狀況與他首次目睹時有著明顯差別，他除對於泰内雷之樹的情況感到憂心外，也對於有車輛像是刻意找它麻煩一事感到不解。

## 死去

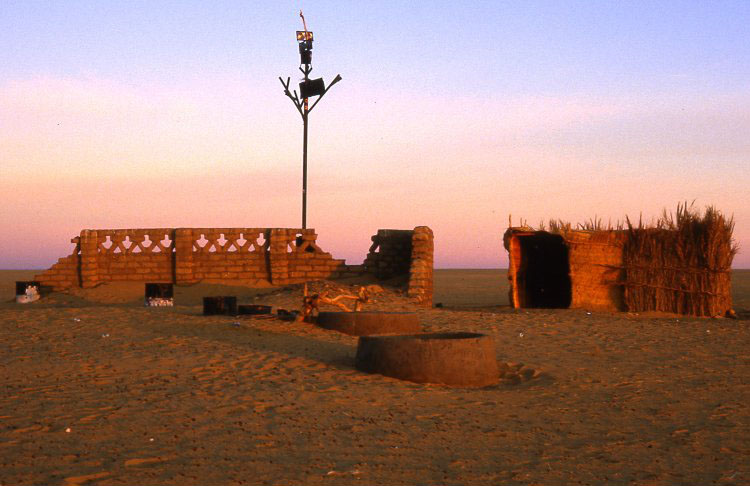
攝於1985年、取代泰内雷之樹的樹木模樣金屬製品。

1973年一輛喝醉的利比亞司機開著卡車撞上了泰內雷之樹，之後在當年11月8日因受創而死去的泰內雷之樹殘幹，被移送到尼日首都尼阿美的國立博物館作給後人展示。
而泰內雷之樹原來生長之處，則另外豎起一個以金屬打造的樹木模樣雕刻品作為替代。另外日本作家及藝人篠原勝之曾於1998年親自到該地參訪；並立下一個名為「風之樹」的紀念碑。

## 引用
2006年西班牙影片的劇情中；有提及到泰內雷之樹以及取代它的金屬樹。